# Saïda (Algeria)
Saïda (în arabă سعيدة) este o comună din provincia Saïda, Algeria.
Se află la o altitudine de 980 m deasupra nivelului mării. Are o suprafață de 75,62 km². Populația este de 128.413 locuitori, determinată în 2008, prin recensământ.